# 78 г. пр.н.е.
78 (седемдесет и осма) година преди новата ера (пр.н.е.) е година от доюлианския (Помпилийски) римски календар.

## Събития

### В Римската република
- Консули на Римската република са Марк Емилий Лепид и Квинт Лутаций Катул Капитолин.
- Сула умира в Путеоли. В Рим му е устроено пищно държавно погребение.[1]
- Консулите са изпратени да потушат въстание на лишени от земя и собственост, в полза на ветераните на Сула, собственици в Етрурия. Вместо това Лепид привлича бунтовниците към своята армия. През есента той не се подчинява на нареждане от Сената да се завърне в Рим без войската си, за да ръководи изборите за консули, поради което те са отложени. По предложение на Луций Марций Филип е прието Последно решение на Сената (Senatus consultum ultimum), което натоварва Квинт Катул със задачата да използва военна сила срещу Лепид.[2] Гней Помпей е назначен като втори командир, за да съдейства на консула.[3]
- Новоназначеният проконсул на Киликия Публий Сервилий Вация започва борба с пиратите (78 – 75 г. пр.н.е.).
- На Римския форум е построен Табулария.

## Починали
- Луций Корнелий Сула, римски диктатор (роден ок. 138 г. пр.н.е.)

Бележки: